# Мірон-Костін (Нямц)
Мірон-Костін (рум. Miron Costin) — село у повіті Нямц в Румунії. Входить до складу комуни Тріфешть.
Село розташоване на відстані 281 км на північ від Бухареста, 33 км на схід від П'ятра-Нямца, 65 км на південний захід від Ясс.

## Населення
За даними перепису населення 2002 року у селі проживали 1982 особи, усі — румуни. Усі жителі села рідною мовою назвали румунську.